# André Barbosa
 André Barbosa da Silva (* 27. August 2000 in Zürich) ist ein schweizerisch-portugiesischer Fussballspieler. Bis Januar 2024 stand er zuletzt beim FC Schaffhausen unter Vertrag und ist ehemaliger Juniorennationalspieler seines Landes.

## Karriere

### Verein
Er erlernte das Fussballspielen in seiner Heimatstadt beim Grasshopper Club Zürich. Für die zweite Mannschaft seines Vereins bestritt er fünf Spiele in der vierten Liga. Im Sommer 2018 wurde er für eine Spielzeit an die Jugendabteilung des SC Freiburg nach Deutschland verliehen. Für seinen neuen Verein bestritt er 15 Spiele in der A-Junioren-Bundesliga, bei denen ihm zwei Tore gelangen. Im Sommer 2019 wurde er vom SC Freiburg II in der Regionalliga Südwest fest verpflichtet. Am Ende der Saison 2020/21 feierte er mit seiner Mannschaft die Meisterschaft in der Regionalliga Südwest und stieg damit in die 3. Liga auf. Dort kam er auch zu seinem ersten Einsatz im Profibereich, als er am 26. Juli 2021 (1. Spieltag) beim torlosen Remis im Heimspiel gegen den SV Wehen Wiesbaden der Startelf angehörte.
Nach dem Ablaufen seines Vertrags in Freiburg nach der Saison 2022/23 schloss er sich im September 2023 dem Schweizer Zweitligisten FC Schaffhausen an und unterschrieb dort einen Vertrag bis Ende 2023. Der Vertrag lief nach einem halben Jahr und nur 6 Einsätzen aus.

### Nationalmannschaft
Ab 2017 durchlief Barbosa die Junioren-Nationalmannschaften des SFV, angefangen mit der U17 bis zur U20-Auswahl, für die er insgesamt sieben Spiele bestritt.

## Erfolge
SC Freiburg II 
- Aufstieg in die Dritte Liga: 2021
- Meister der Regionalliga Südwest: 2021